# Креванс ет ла Шапел ле Гранж
Креванс ет ла Шапел ле Гранж (фр. Crevans-et-la-Chapelle-lès-Granges) насеље је и општина у источној Француској у региону Франш-Конте, у департману Горња Саона која припада префектури Лир.
По подацима из 2011. године у општини је живело 248 становника, а густина насељености је износила 63,43 становника/km². Општина се простире на површини од 3,91 km². Налази се на средњој надморској висини од 303 метара (максималној 473 m, а минималној 299 m).

## Демографија
| 1962. | 1968. | 1975. | 1982. | 1990. | 1999. | 2011. |
| ----- | ----- | ----- | ----- | ----- | ----- | ----- |
| 163   | 165   | 163   | 214   | 257   | 236   | 248   |

График промене броја становника у току последњих година